# Regensteinmühle

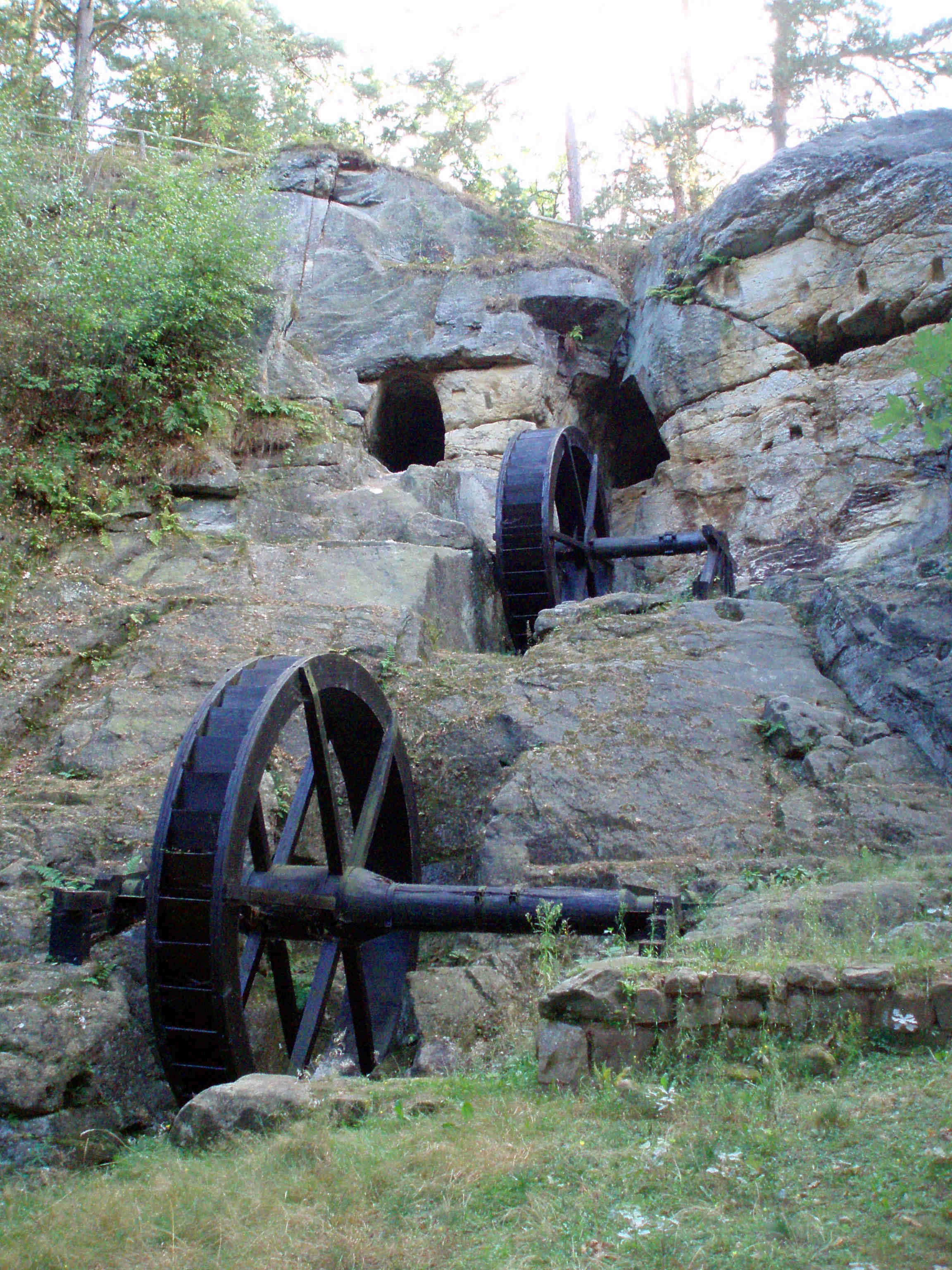
Standort der früheren Mühle

Die Regensteinmühle war eine wasserbetriebene Mahl- und Ölmühle unterhalb der Burg Regenstein nördlich der Stadt Blankenburg (Harz) im Landkreis Harz (Sachsen-Anhalt).

## Geschichte und Beschreibung
Die Mühle entstand in der ersten Hälfte des 12. Jahrhunderts, um die Burg und das vorgelagerte Vorwerk Nienrode zu versorgen. Das Aufschlagwasser für die Mühlräder wurde mittels eines knapp zwei Kilometer langen Mühlgrabens vom Goldbach unterhalb des Mönchemühleteichs zugeleitet, der in den Jahren 1988 bis 1991 auf etwa 500 m Länge freigelegt wurde.
Die Regensteinmühle war bis zum ausgehenden Mittelalter in Betrieb und danach zunehmendem Verfall ausgesetzt. Im Siebenjährigen Krieg wurden 1758 aus strategischen Gründen die unmittelbar an der Grenze zwischen Braunschweig und Preußen gelegenen Reste der Mühlenanlage von preußischer Seite beseitigt. Um 1990 erfolgte die Rekonstruktion der beiden Mühlräder.
Im Jahr 2013 erfolgte eine erneute Rekonstruktion des Mühlgrabens, des unteren Wasserrades und der beigestellten Schautafeln durch eine von der Koba finanzierte Maßnahme bei der VHS Bildungswerk GmbH in Blankenburg.

## Wandern
Die einstige Mühle ist als Nr. 82 in das System der Stempelstellen der Harzer Wandernadel einbezogen. Wenige Meter neben den rekonstruierten Mühlrädern steht eine Schutzhütte.

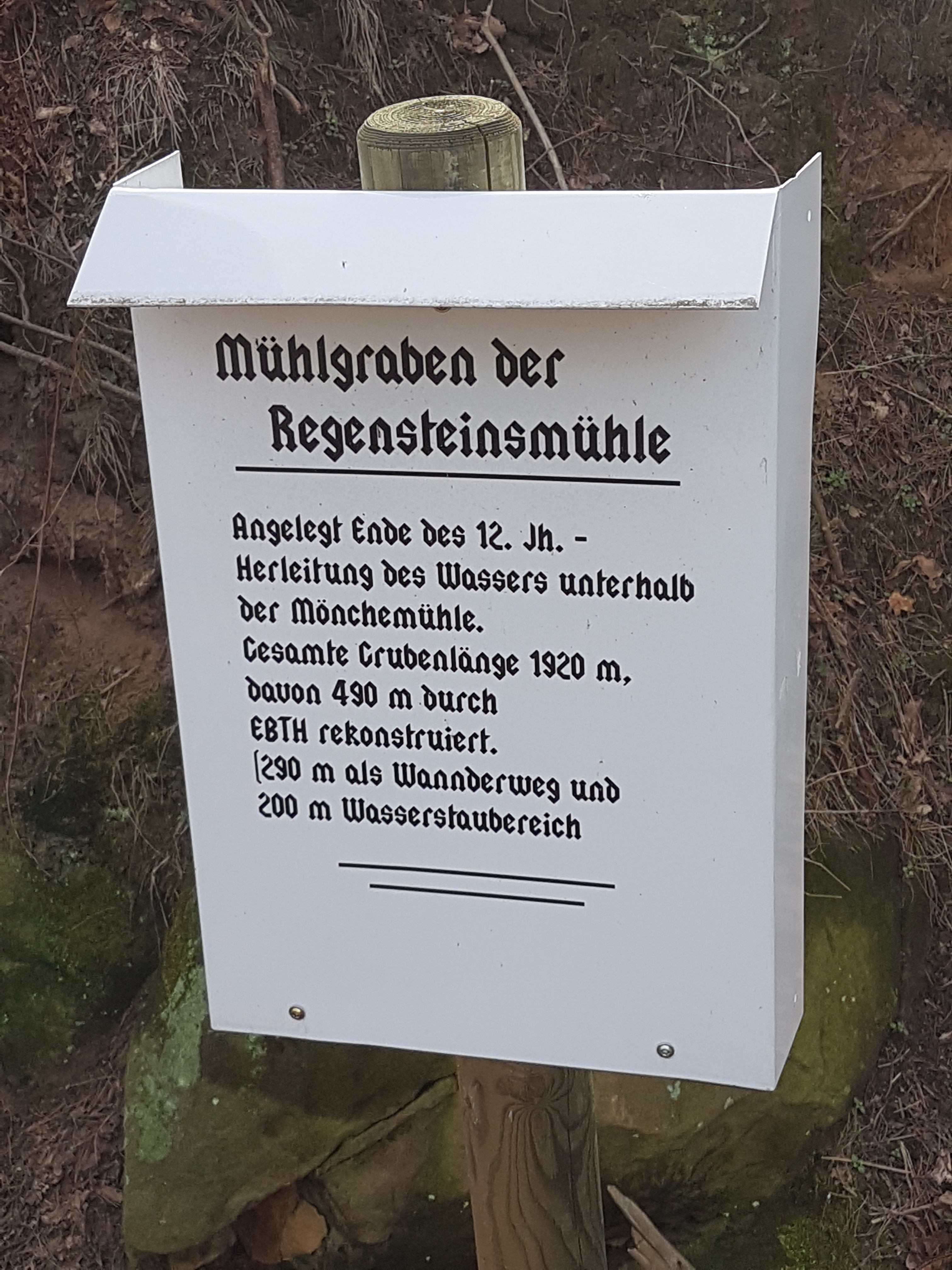
Infotafel zum Mühlengraben
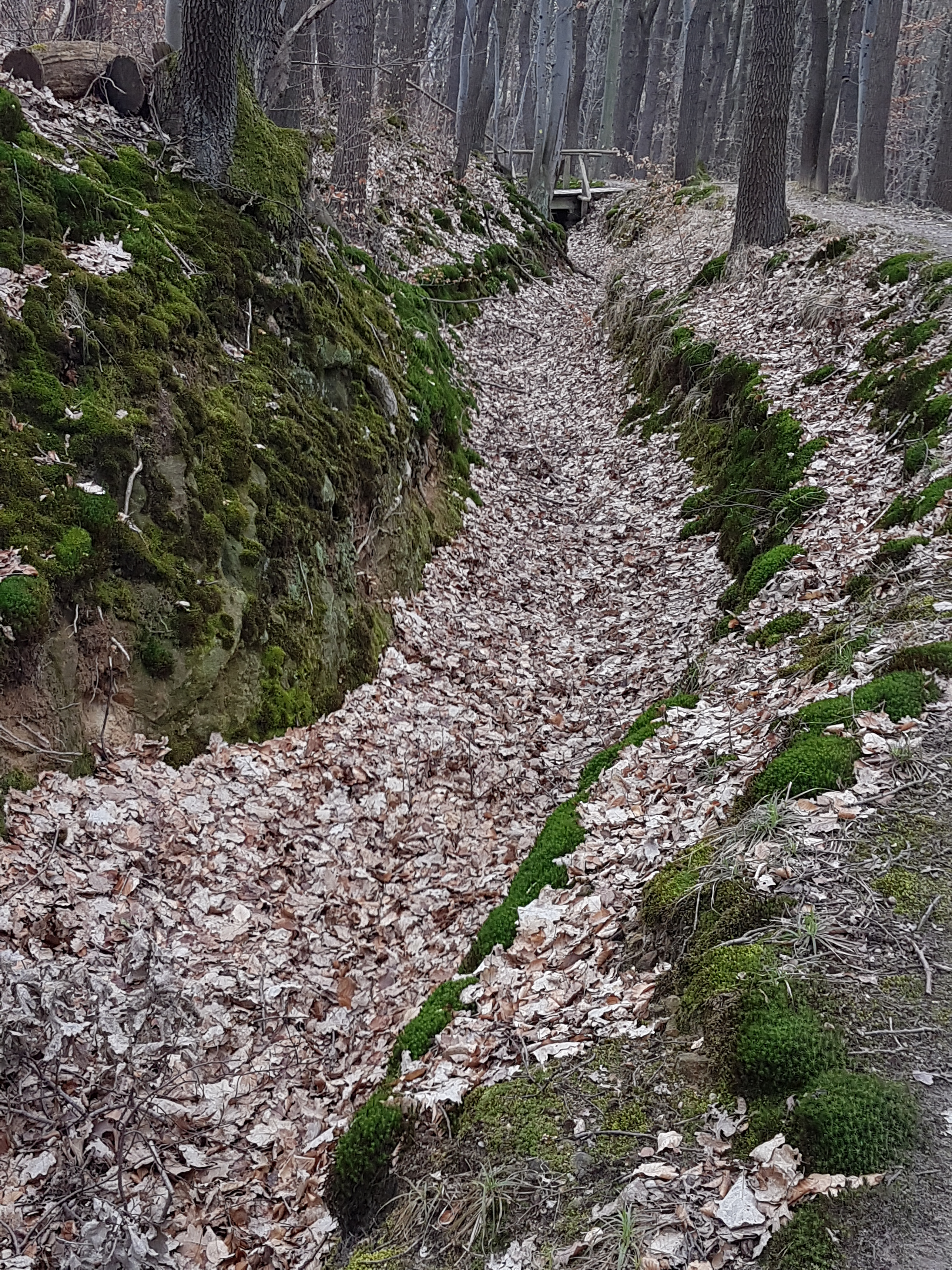
Leicht verschütteter Mühlengraben
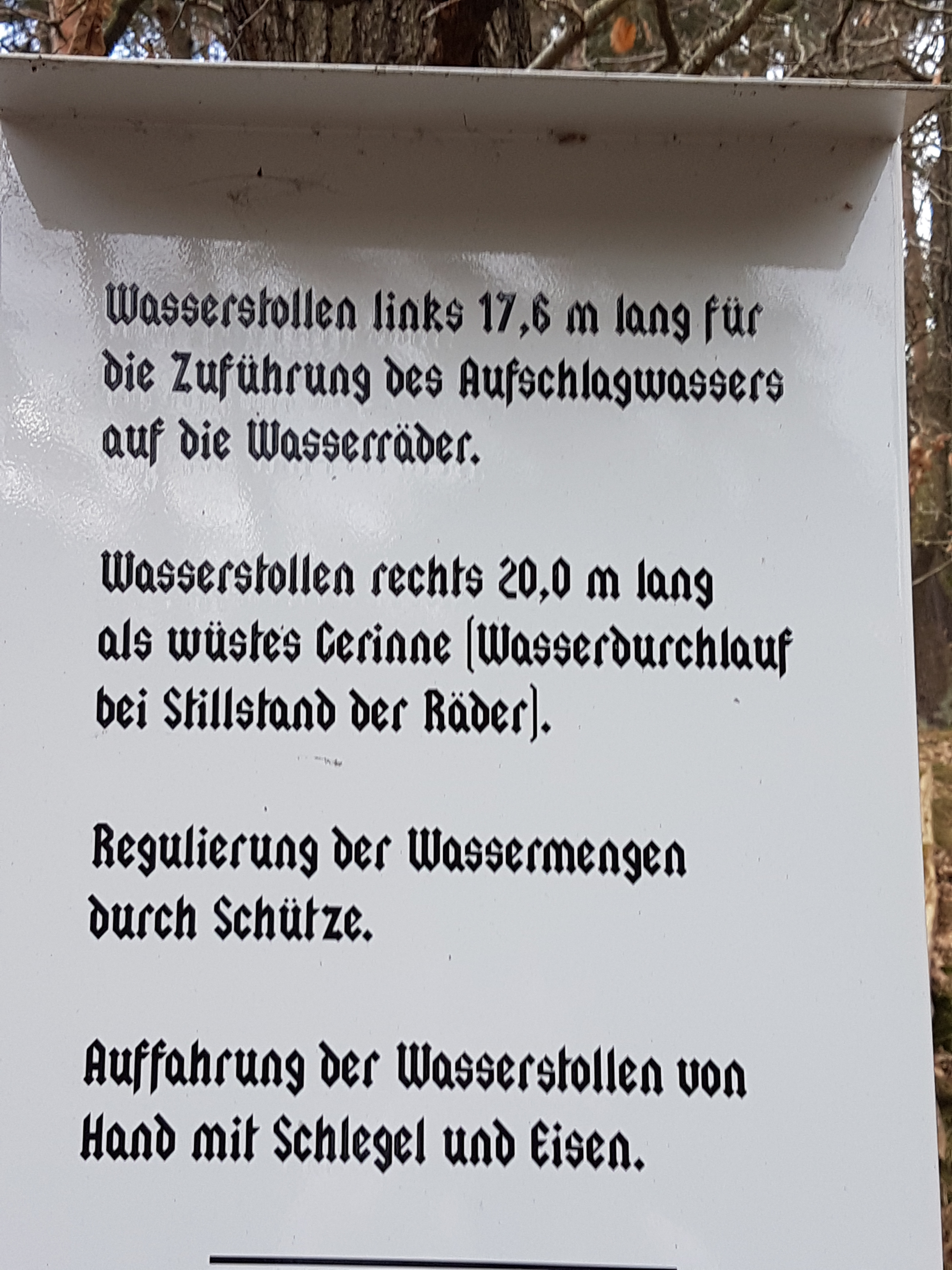
Infotafel Wasserstollen
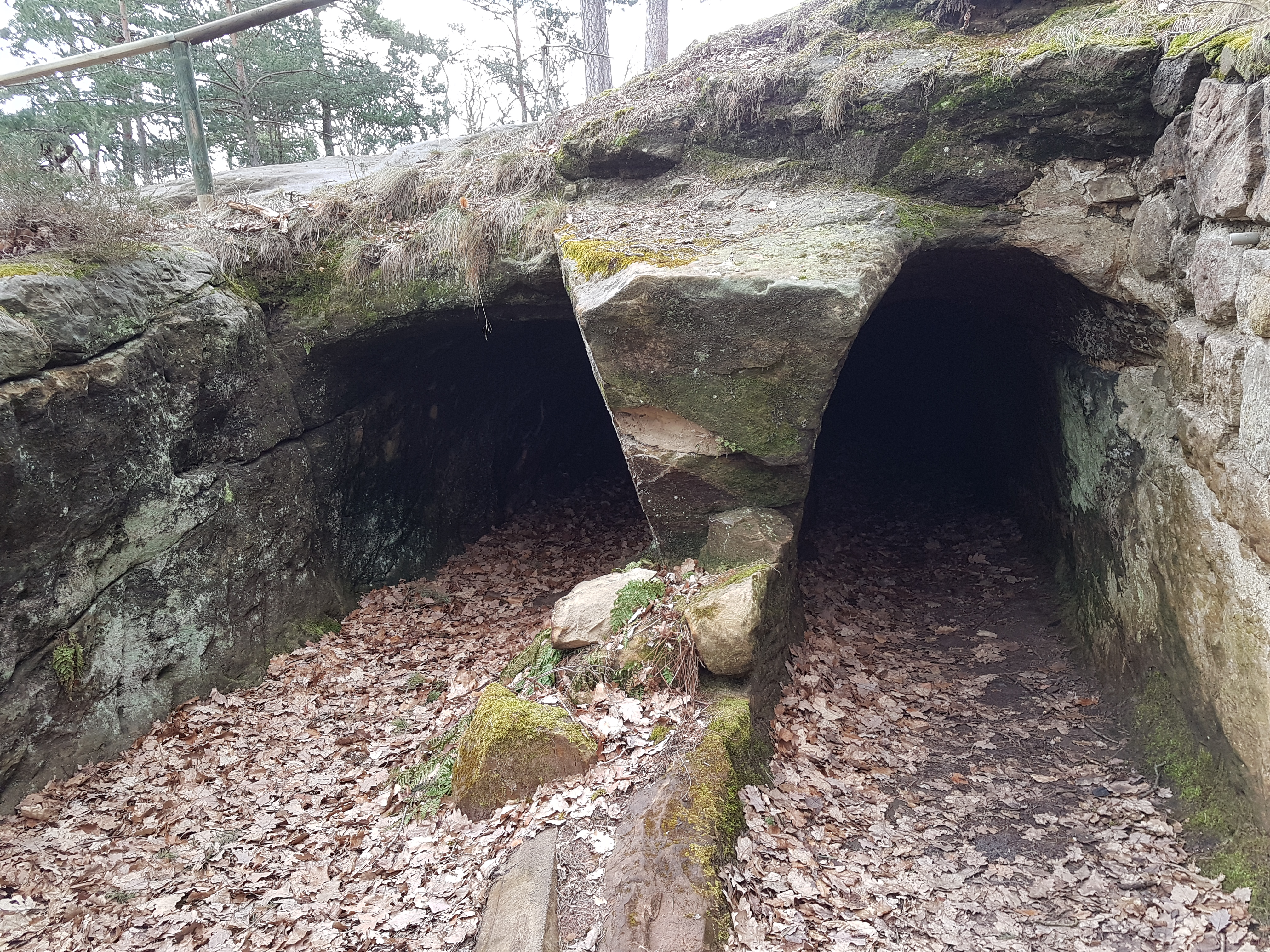
Wasserstollen